# کانچانتو
کانچانتو (به لاتین: Kanchanthoo) یک منطقهٔ مسکونی در سری‌لانکا است که در استان شمالی (سری‌لانکا) واقع شده‌است.